# 文正植
文 正植 (朝鮮語: 문정식、ムン・チョンシク、1930年6月23日 - 2006年12月25日) は大韓民国のサッカー選手。サッカー指導者。

## 略歴
1950年および1960年代に大韓民国代表に選出され、1962 FIFAワールドカップ・アジア予選4試合などに出場した。引退後は指導者となり大韓民国代表の監督を2度 (1976年、1984年から1985年まで) 務め、蔚山現代FC (当時は現代ホランイ) の初代監督も務めた。
1994年、大分FC (現在の大分トリニータ) の監督に就任。1995年に全国地域サッカーリーグ決勝大会で準優勝してジャパンフットボールリーグ昇格へチームを導いた。1996年シーズン終了後に健康上の理由により大分FCの監督を退任した。1997年1月、別府市より感謝状が贈られた。大分FCの監督退任後は韓国に帰国して大韓サッカー協会の副会長などを務めた。

## 選手歴
- Headquarters of Intelligence Detachment FC
- Counterintelligence Corps FC
- 第一毛織FC（英語版）

## 監督歴
- 1973-1981 Korea Automobile Insurance Company FC
- 1976  韓国代表
- 1984-1986 現代ホランイ
- 1984-1985  韓国代表
- 1991-?  韓国女子代表
- 1994-1996 大分FC